# شکست الکتریکی

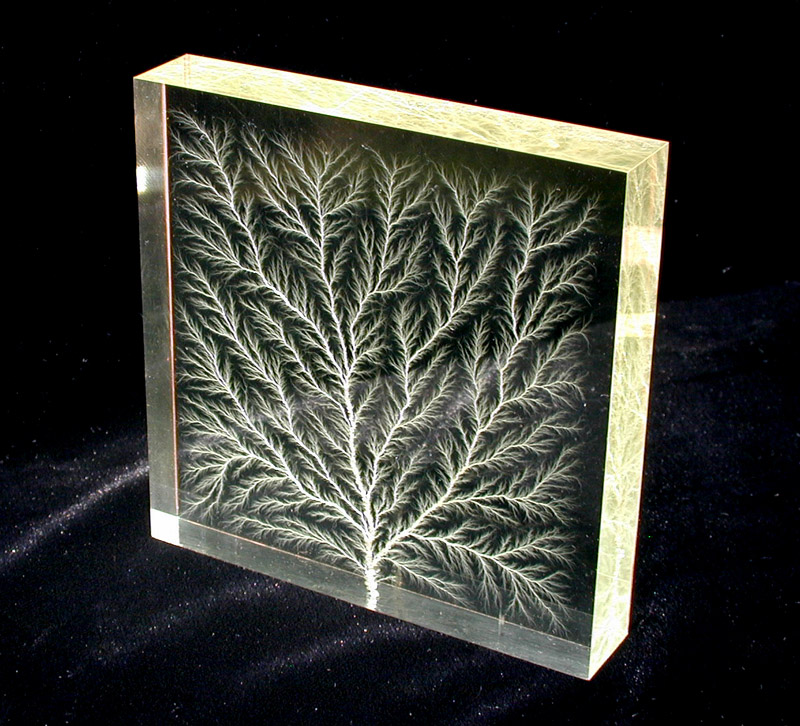
در شکست الکتریکی ممکن است خواص ماده عایق برای همیشه تغییر کند

شکست الکتریکی (یا فروریزش الکتریکی) پدیده‌ایست که وقتی اختلاف پتانسیل الکتریکی در یک عایق الکتریکی از آستانه‌ی تحمل آن عایق (پتانسیل فروریزش) بیشتر می‌شود، عایق الکتریکی تبدیل به رسانا می‌شود. در نتیجه جریان ناگهانی در مدار یا عایق (دی الکتریک) آزاد می‌شود که ممکن است مطلوب نباشد. این پدیده ممکن است در یک مدار اتفاق افتد و مدار را از کار بیندازد یا به علت اعمال بیش از حد ولتاژ به یک دی الکتریک، به طور ناگهانی تخلیه الکتریکی شود (جریان زیادی از آن بگذرد). صاعقه نیز نوعی شکست الکتریکی به حساب می‌آید که باعث تخلیه ناگهانی در عایق (هوا) می‌شود. آستانه‌ی تحمل یک دی الکتریک را قدرت دی الکتریک می‌نامند و واحد آن عموماً kV/mm (کیلوولت بر میلی‌متر) است.

## شکست الکتریکی در رساناها
این پدیده ممکن است در مدار ایجاد شود. مثلاً اگر در مداری خازن باشد و شرایطی ایجاد شود که ولتاژ دو سر خازن خیلی زیاد شود ممکن است خازن بسوزد و مدار کارکرد خود را از دست دهد. یا ممکن است فیوز در مدار بسوزد یا به حالت قطع سوییچ شود.

## شکست الکتریکی در مواد عایق
این پدیده در مواد عایق ممکن است باعث تغییر خصوصیت‌های آنها شود. مثلاً در مواردی از این روش به صورت کنترل شده برای رسانا کردن مواد نارسانا استفاده می‌شود که ماده تولیدی کیفیت خوبی هم خواهد داشت.

## شکست الکتریکی در نیمه هادی‌ها
در نیمه هادی‌ها مانند دیود اگر ولتاژ اعمالی در بایاس معکوس بیش از اندازه زیاد شود، پیوندهای اتمی نیمه هادی می‌شکند و جریان عبوری از آن به یکباره به شدت افزایش یافته و باعث ذوب شدن و از بین رفتن نیمه هادی می‌شود.